# Ємьоткінське сільське поселення
Ємьо́ткінське сільське поселення (рос. Емёткинское сельское поселение) — муніципальне утворення у складі Козловського району Чувашії, Росія. Адміністративний центр — присілок Ємьоткіно.

## Населення
Населення — 972 особи (2019, 1067 у 2010, 1225 у 2002).

## Склад
До складу поселення входять такі населені пункти:
| Населений пункт        | Населення, осіб (2002) | Населення, осіб (2010) |
| ---------------------- | ---------------------- | ---------------------- |
| Бішево, присілок       | 158                    | 139                    |
| Вурманкаси, присілок   | 65                     | 35                     |
| Гришкино, присілок     | 54                     | 36                     |
| Ємьоткіно, присілок    | 403                    | 374                    |
| Катергіно, присілок    | 59                     | 47                     |
| Липово, присілок       | 187                    | 177                    |
| Нова Деревня, присілок | 68                     | 54                     |
| Осиново, присілок      | 159                    | 148                    |
| Сіреклі, присілок      | 72                     | 57                     |